# Ferrisburgh
Ferrisburgh es un pueblo ubicado en el condado de Addison en el estado estadounidense de Vermont. En el año 2010 tenía una población de 2.775 habitantes y una densidad poblacional de 17,52 personas por km².

## Geografía
Ferrisburgh se encuentra ubicada en las coordenadas 44°12′09″N 73°16′37″O / 44.20250, -73.27694.

## Demografía
Según la Oficina del Censo en 2000 los ingresos medios por hogar en la localidad eran de $53.672, y los ingresos medios por familia eran $61.111. Los hombres tenían unos ingresos medios de $32.367 frente a los $26.597 para las mujeres. La renta per cápita para la localidad era de $23.066. Alrededor del 5,5% de la población estaban por debajo del umbral de pobreza.